# 付宁
付宁（1969年11月—），四川成都人，汉族，中国共产党党员。中华人民共和国政治人物、第十三届全国人民代表大会解放军和武警部队代表。

## 生平
2018年，付宁被选为解放军和武警部队出席第十三届全国人民代表大会代表。